# Бойко, Анатолий Леонидович
Анатолий Леонидович Бойко (11 марта 1938 — 26 ноября 2020) — советский и украинский учёный-вирусолог, эколог, биотехнолог. Доктор биологических наук, профессор. Академик НААНУ. Академик АН ВШ Украины с 1995 г.

## Биография
Родился в пгт Корнин Попельнянского района Житомирской области. Окончил Житомирский сельскохозяйственный институт (1962). С 1963 г. работал в Институте микробиологии и вирусологии АН УССР, с 1978 по 2004 г. — заведующий кафедрой вирусологии КНУ ім. Т. Шевченко. С 2004 г. — профессор кафедры. Доктор биологических наук (1983), профессор (1984).

## Научные достижения
Его научные исследования связаны со структурой и функциями вирусов различных экологических ситуаций, изучением новых вирусов растений, бактерий (впервые получил результаты седиментационных свойств, морфолого-структурного строения и локализации этих вирусов в клетке), вирусов гидробионтов, разработкой биотехнологий. Открыл вместе с учениками ряд новых положений в поведении вирусов при воздействии на них радиации, гелиокосмофизичних факторов.
Автор более 500 научных трудов. Имеет ряд патентов и авторских свидетельств на изобретения, сорта растений.
Создал научную школу. Подготовил 30 кандидатов и докторов наук.
Эксперт Европейской комиссии «Инкокоперникус» (Брюссель, 1997 г.). Выступал научным консультантом по вопросам вирусологии в научных центрах и университетах России, Венгрии, Польши, Вьетнама, США.

## Звания и награды
Академик УААН (ныне НААНУ, 1993). Лауреат премии им. Д. Заболотного НАН Украины (1997). Заслуженный деятель науки и техники Украины (2004). Лауреат Награды Ярослава Мудрого АН ВШ Украины (2005). Лауреат Государственной премии Украины (2005). Заслуженный профессор КНУ им. Т. Шевченко (2006).
С 2004 г. — член президиума АН ВШ Украины, академик-секретарь отделения биологии, химии и медицины. С 2010 г. — советник президиума АН ВШ Украины. Эксперт ВАКА и МОНА. Член специализированных ученых советов при биологическом факультете ХНУ им. Т. Шевченко. Член редакционных советов нескольких научных изданий. Имеет правительственные награды. Награждён многочисленными дипломами и сертификатами.

## Источник
- Академия наук высшей школы Украины. 1992—2010. Справочник